# Didymopleella
Didymopleella — рід грибів. Назва вперше опублікована 1953 року.

## Класифікація
До роду Didymopleella відносять 5 видів:
- Didymopleella ammophila
- Didymopleella ammophilum
- Didymopleella cladii
- Didymopleella cladii
- Didymopleella thalictri